# لیلبوره

لیلبوره شهری در شهرستان توئسه در استان بازگا در بورکینافاسوی مرکزی است و جمعیت آن ۹۳۴ نفر است.